# Corydoras paleatus
Corydoras paleatus, Nederlandstalige namen 'pantsermeerval paleatus' en 'gevlekte pantsermeerval', is een straalvinnige vissensoort uit de familie van de pantsermeervallen (Callichthyidae). De wetenschappelijke naam van de soort is voor het eerst geldig gepubliceerd in 1842 door Jenyns.
Deze meerval komt voor in de Zuid-Amerikaanse landen Argentinië, Brazilië, Uruguay en Paraguay. Het is een scholenvis die 7 cm groot wordt en leeft in subtropisch water met een temperatuur tussen de 18 en 25 graden °C. Het is een alleseter.